# Odina Desrochers
Pour l’article homonyme, voir Desrochers.
Odina Desrochers, né le 25 mai 1951, est un agent d'information, journaliste et homme politique fédéral du Québec.

## Biographie
Né à Joly dans la région de Chaudière-Appalaches, il fut élu député du Bloc québécois dans la circonscription fédérale de Lotbinière en 1997. Réélu dans Lotbinière—L'Érable en 2000 et dans Lotbinière—Chutes-de-la-Chaudière en 2004, il est défait lors de la percée conservatrice dans la région de Québec en 2006.
Durant son passage à la Chambre des communes, il est porte-parole du Bloc en matière de Comptes publics de 1998 à 1999, de Développement rural et Développement régional de 1999 à 2000, de Conseil du Trésor et à nouveau de Comptes publics de 2000 à 2004, d'Infrastructure et à nouveau de Développement rural de 2001 à 2004 et enfin d'Amérique latine et d'Afrique de 2004 à 2006.